# 克里斯·朗
克里斯·朗（英語：Chris Long；1995年2月25日—）是一位英格蘭足球員，在場上的位置是前鋒，出身於愛華頓青訓系統，現時效力蘇超球會馬瑟韋爾，並且代表英格蘭各級國青隊參賽。

## 外部連結
- Everton F.C. player profile
- 足球数据库：克里斯·朗的球员统计数据